# Diskografie The Doors
Diskografie americké rockové skupiny The Doors zahrnuje devět studiových alb, přes dvacet živých nahrávek a kompilací a více než deset singlů.

## Studiová alba
- 1967 - The Doors
- 1967 - Strange Days
- 1968 - Waiting for the Sun
- 1969 - The Soft Parade
- 1970 - Morrison Hotel
- 1971 - L.A. Woman
- 1971 - Other Voices
- 1972 - Full Circle
- 1978 - An American Prayer

## Živá alba
- 1970 - Absolutely Live
- 1983 - Alive, She Cried
- 1985 - Live At Hollywood Bowl
- 1991 - In Concert
- 2001 - Live In Detroit
- 2001 - Bright Midnight: Live in America
- 2002 - Live in Hollywood
- 2005 - Live in Philadelphia '70
- 2007 - Live in Boston
- 2008 - Live in Pittsburgh
- 2009 - Live in New York
- 2010 - Live in Vancouver

## Kompilace
- 1970 - 13
- 1972 - Weird Scenes Inside the Gold Mine
- 1973 - The Best of The Doors
- 1980 - The Doors Greatest Hits
- 1985 - The Best of The Doors
- 1991 - The Doors: Original Soundtrack Recording
- 1996 - The Doors Greatest Hits
- 1999 - Essential Rarities
- 2000 - The Best of the Doors
- 2001 - The Very Best of the Doors
- 2003 - Legacy: The Absolute Best
- 2007 - The Very Best of the Doors
- 2008 - The Future Starts Here: The Essential Doors (2008 album)
- 2008 - The Platinum Collection
- 2010 - When You're Strange: Music from the Motion Picture

## Boxsety
- 1997 - The Doors: Box Set
- 1999 - The Complete Studio Recordings
- 2003 - Boot Yer Butt
- 2006 - Perception
- 2008 - The Doors: Vinyl Box Set
- 2011 - A Collection

## Singly
| Rok  | Název                                  | Umístění v žebříčku | Umístění v žebříčku | Album               |                 |
| Rok  | Název                                  | USA hot 100         | UK Singles          | Album               | Certifikát RIAA |
| ---- | -------------------------------------- | ------------------- | ------------------- | ------------------- | --------------- |
| 1967 | "Break on Through (To the Other Side)" | #106                |                     | The Doors           |                 |
| 1967 | "Light My Fire" (2:52)                 | #1                  | #49                 | The Doors           | Zlatá deska     |
| 1967 | "The End"                              |                     |                     | The Doors           |                 |
| 1967 | "People Are Strange"                   | #12                 |                     | Strange Days        |                 |
| 1967 | "Love Me Two Times"                    | #25                 |                     | Strange Days        |                 |
| 1968 | "The Unknown Soldier"                  | #39                 |                     | Waiting for the Sun |                 |
| 1968 | "Hello, I Love You"                    | #1                  | #15                 | Waiting for the Sun | Zlatá deska     |
| 1968 | "Touch Me"                             | #3                  |                     | The Soft Parade     | Zlatá deska     |
| 1969 | "Wishful Sinful"                       | #44                 |                     | The Soft Parade     |                 |
| 1969 | "Tell All the People"                  | #57                 |                     | The Soft Parade     |                 |
| 1970 | "Roadhouse Blues"                      | #50                 |                     | Morrison Hotel      |                 |
| 1970 | "You Make Me Real"                     | #50                 |                     | Morrison Hotel      |                 |
| 1971 | "Love Her Madly"                       | #11                 |                     | L.A. Woman          |                 |
| 1971 | "Riders on the Storm" (4:35)           | #14                 | #22                 | L.A. Woman          |                 |
| 2011 | Breakn' a Sweat (5:02)                 |                     |                     | Bangarang           |                 |